# 미국 함대
미국 함대(United States Fleet (USFLT))는 1922년부터 1945년까지 있었던 미국 해군의 최고위 함대 조직이었다.

## 역사

### 설립
1922년 12월 6일, 미국 태평양 함대와 미국 대서양 함대를 합쳐서 미국 함대를 편성하였다. 주력인 전투함대는 태평양에 정찰함대는 대서양에 배치되었다. 항로 보호임무를 맡은 "Control Force→통제군, Fleet Base Force"→함대기지군"을 두었다. 그 외에 서태평양 동아시아 해역의 미국 아시아 함대, 카리브해의 특수임무전대, 모든 잠수함이 독립된 부대에 남겨졌다.
1930년, 전투함대와 정찰함대는 전투대와 정찰대로 개명되었다. 잠수함대 또한 미국 함대의 통솔을 받았다. 미국 함대는 1931년 4월 1일, 전투대, 정찰대, 점수함대, 기지대로 재편성되었고, 통제대는 폐지되었다. 그러나, 아시아 함대와 특별임무전대는 여전히 독립적이었다.
1931년 4월 1일, 전투함대와 정찰함대는 전투군, 정찰군으로 개명되었다.

### 제2차 세계 대전
유럽에서의 제2차 세계 대전이 발발함과 함께 양양에서 전쟁이 일어날 가능성을 두고 계획을 세우기 시작하였다. 1941년 2월 1일, 일반명령 제143호를 공표하여 미국 함대의 조직를 폐지하였다. 이로서 태평양 함대와 대서양 함대가 재설립되고, 각 함대는 총사령관을 두었다.
미국 함대 총사령관의 직책의 추가는 아시아, 태평양, 대서양의 3개 함대를 동시에 미국의 대통령와 해군작전부장 예하에 두었다.
RADM 허즈번드 E. 키멀이 1941년 2월 1일 미국 태평양 함대 총사령관이자, 미국 함대 총사령관에 임명되었다. 임시로 제독까지 계급을 올라갔으나, 그는 1941년 12월 17일, 일본 제국 해군의 진주만 공격의 책임을 지고 두 직책에서 물러났다. 
12월 18일에 발효된 행정명령 제8984호에 따라 미국 함대 총사령관의 직책은 재정의되어 미국 아시아 함대, 미국 태평양 함대, 미국 대서양 함대, 그리고 모든 해안부대에 군령을 내릴 수 있게 되었다.
미국 함대 총사령관인 어니스트 킹 제독과 해군작전부장인 해롤드 R. 스타크 제독의 통솔로 나뉘어져 있는 것은 매우 비효율적이었기 때문에 1942년 3월 12일, 대통령 프랭클린 D. 루스벨트는 행정명령 제9096호을 승인하여 해군작전부장과 미국 함대 총사령관 직책을 한명의 장교가 맡도록 지정했기에 어니스트 킹 제독이 후임 해군작전부장에 임명됨에 따라 해롤드 R. 스타크 제독은 1942년 3월 29일에 해군작전부장에서 물러났다.

### 폐지
제2차 세계 대전 이후, 미국 함대 총사령관 직책은 더는 필요하지 않았기에 1945년 9월 29일, 해리 S. 트루먼 대통령은 행정명령 제9635호를 승인하여 행정명령 제8984호와 제9096호를 무효화하고 직책을 폐지하고 군령권을 해군작전부장에게 되돌려 주었다.

## 전투 서열

### 1922년 12월 6일
- 전투함대 - 태평양
- 정찰함대 - 대서양
- Control Force→통제군 - 대서양 항로 보호
- Fleet Base Force→함대 기지군

### 1930년 12월 10일
- 전투군 Battle Force:
- 정찰군 Scouting Force
- 잠수함군 Submarine Force
- 기지군 Base Force.
- 통제군 Control Force; ~ 1931년에 폐지됨.

아시아 함대와 특별임무전대는 독립적으로 행동하였다.

### 1939년
- 전투군 Battle Force:
  - 항공모함 5척
  - 전함 12척
  - 경순양함 14척
  - 구축함 68척
- 정찰군 Scouting Force:
  - 순양함 12척
  - 경순양함 1척
  - 4개 해군 항공기 전대 (VCS squadron)
  - 4개 지상 순찰비행 wings.
- 잠수함군; 1940년 말에 정찰군으로 합쳐졌다.
- 함대해병군(영어판)
- 대서양 전대(Atlantic Squadron): 전함 3척 (아칸소, 뉴욕, 텍사스), 구축함 9척

### 1941년 2월 1일
- 미국 아시아 함대
- 미국 태평양 함대, 재창설
- 미국 대서양 함대, 재창설

## 역대 사령관
미국 함대, 총사령관(Commander-in-Chief, United States Fleet (CINCUS))은 1941년 12월 18일에 집행된 행정명령 제8984호에 따라 태평양, 대서양, 아시아 함대와 모든 해안부대에 작전명령을 내릴 수 있었다. 미국 함대, 총사령관과 해군작전부장의 두가지 직책을 겸임하였던 사령관은 어니스트 J. 킹이었고, 그는 1944년에 5성 계급인 함대제독으로 승진하였다.
처음 축약어는 CINCUS였는데 이를 소리내어 읽으면 "sink us→우린 침몰한다"로 매우 불길하였으나, 1941년 12월 7일이 되서야 COMINCH로 교체하였다.
1941년 2월 1일, 태평양 함대와 대서양 함대가 재창설됨에 따라 3개 해양 함대를 총괄하는 직위가 되었다.
1944년 3월 12일에 행정명령 제9096호의 발효로 COMINCH와 해군작전부장(CNO)는 겸직하는 직위로 조정되었다. 어니스트 킹은 1944년 함대제독으로 승진하였고, 제2차 세계 대전이 끝난 뒤에 조직이 해체되었다.
| #  | 성명                                      | 취임일           | 이임일           |
| -- | ----------------------------------------- | ---------------- | ---------------- |
| 1  | Hilary P. Jones 힐러리 P. 존스[*]         | 1922년           | 1923년           |
| 2  | Robert E. Coontz 로버트 e. 쿤츠[*]        | 1923년           | 1925년           |
| 3  | Samuel S. Robison 세뮤얼 S. 로비슨[*]     | 1925년           | 1926년           |
| 4  | Charles F. Hughes 찰스 F. 휴즈[*]         | 1926년           | 1927년           |
| 5  | Henry A. Wiley 헨리 A. 윌리[*]            | 1927년           | 1929년           |
| 6  | William V. Pratt 윌리엄 V. 프라트[*]      | 1929년           | 1930년           |
| 7  | Jehu V. Chase 제휴 V. 체이스[*]           | 1930년 9월 17일  | 1931년 9월       |
| 8  | Frank H. Schofield 프랭크 H. 스코필드[*]  | 1931년 9월       | 1932년 9월       |
| 9  | Richard H. Leigh 리처드 H. 레그[*]        | 1932년 9울       | 1933년 6월 10일  |
| 10 | David F. Sellers 데이비드F. 셀러스[*]     | 1933년 6월 10일  | 1934년 6월 18일  |
| 11 | Joseph M. Reeves 조지프 M. 리브스[*]      | 1934년 2월 26일  | 1936년           |
| 12 | Arthur J. Hepburn 아서 J. 햅번[*]         | 1936년           | 1938년           |
| 13 | Claude C. Bloch 클로우드 C. 블로치[*]     | 1938년           | 1940년 1월 5일   |
| 14 | James O. Richardson 제임스 O. 리처드슨[*] | 1940년 1월 6일   | 1941년 1월 5일   |
| 15 | Husband Kimmel 허즈번드 E. 키멀[*]        | 1941년 1월 5일   | 12월 30일        |
| 16 | Ernest King 어니스트 J. 킹[*]             | 1941년 12월 30일 | 1942년 10월 10일 |

## 같이 보기
- 연합함대

## 참고

### 인용
1. ↑  Franklin D. Roosevelt. 《Executive Order 8984》 (영어)  – 위키문헌 경유.
2. ↑  Franklin D. Roosevelt. 《Executive Order 9096》 (영어)  – 위키문헌 경유.
3. ↑  Harry S. Truman (1945년 9월 29일). “EXECUTIVE ORDER 9635” (영어). The Harry S. Truman Library and Museum. 2023년 5월 1일에 확인함.
4. ↑  “Executive Orders Disposition Tables” (영어). 2023년 5월 1일에 확인함.
5. ↑  Polmar 2005, 33쪽.

### 자료
- Buell, Thomas (1980). 《Master of Sea Power: A Biography of Fleet Admiral Ernest J. King》 (영어). Boston: Little Brown & Co. ISBN 0-316-11469-3.
- Furer, Julius. (1959). 《Administration of the Navy Department in World War II》 (영어). Washington D.C.: U.S. Government Printing Office.
- King, Ernest J.; Whitehill, Walter M (1952). 《Fleet Admiral King: A Naval Record》 (영어). New York,: WW Norton & Co.
- Polmar, Norman (2005). 《The Naval Institute Guide to the Ships and Aircraft of the U.S. Fleet》 (영어) 18판. Naval Institute Press. ISBN 978-1-591-14685-8.